# NWA Canadian Tag Team Championship (Winnipeg version)
Il NWA Canadian Tag Team Championship (Winnipeg version), nato come WFWA Canadian Tag Team Title, è stato un titolo della divisione tag promosso dalla West Four Wrestling Alliance e dalla National Wrestling Alliance (NWA) difeso principalmente in Manitoba.
Il titolo fu attivo dal 1975 al 1984, quando smise di essere difeso e fu di fatto disattivato.

## Storia
A partire dal 1975 la West Four Wrestling Alliance (WFWA) iniziò a promuovere un proprio Canadian Tag Team Title in maniera sporadica. Il titolo fu difeso anche in alcuni eventi NWA e in alcune occasioni fu promosso in maniera non ufficiale come un titolo NWA, nonostante non ne riportasse mai la dicitura all'interno del suo nome.  
A partire dal 1984 smise di essere difeso ed è considerato disattivato. 

## Albo d'oro
| Legenda  |                                                                               |
| -------- | ----------------------------------------------------------------------------- |
| #        | Indica il numero del regno titolato                                           |
| Regno    | Viene indicato il numero del regno del campione                               |
| Data     | La data in cui il titolo è stato vinto                                        |
| Località | Indica il luogo in cui il titolo è stato vinto                                |
| Note     | Indica notizie particolari riguardanti i cambi di titolo o altre informazioni |

| # | Campione                       | Regno | Data             | Giorni | Località           | Evento     | Note                                                                                                 | Fonti |
| - | ------------------------------ | ----- | ---------------- | ------ | ------------------ | ---------- | --- | ----- |
| 1 | Dave Gobeil e Tony Condello    | 1     | 1975             | --     | --                 | House show | I due iniziarono ad essere promossi come detentori del WFWA Canadian Tag Team Championship nel 1975. |       |
| 2 | Bobby Jones e Mad Dog Peloquin | 1     | --               | --     | --                 | --         | |       |
| 3 | Dave Kochen e Ron Ritchie      | 1     | 1979             | --     | --                 | House show | |       |
| — | Vacante                        | —     | --               | —      | —                  | —          | Il titolo fu reso vacante per motivi non noti.                                                       |       |
| 4 | Dave Gobeil e Tony Condello    | 2     | 15 dicembre 1983 | --     | Winnipeg, Manitoba | House show | In uno spareggio per riassegnare i titoli vacanti, sconfiggendo Scotty Campbell e The Biker          |       |
| 5 | Bobby Jones e Mad Dog Peloquin | 2     | agosto 1984      | --     | --                 | House show | |       |
| 6 | The Ghost Riders               | 1     | novembre 1984    | --     | --                 | House show | Non è noto chi fossero i wrestler a comporre il team.                                                |       |
| — | Disattivato                    | —     | --               | —      | —                  | —          | Il titolo smise di essere promosso ed è considerato di fatto disattivato.                            |       |